# Nabycie terytorium państwowego
Nabycie terytorium państwowego – przejęcie, zgodnie z prawem międzynarodowym, nadzoru administracyjno-prawnego nad obszarem innego państwa bądź wolnego terytorium. 
W stosunkach międzynarodowych Rozróżniamy dwa rodzaje nabycia terytorium: nabycie pierwotne i nabycie wtórne.

## Nabycie pierwotne
Nabycie terytorium, które do tego czasu nie było pod władzą żadnego państwa. Ustanowienia suwerenności na tym terytorium nie wiąże się z utratą suwerenności przez jakiekolwiek inne państwo.
Rodzaje nabycia pierwotnego:
- zawłaszczenie ziemi niczyjej
- przyrost (naturalny lub sztuczny)

## Nabycie wtórne
Nabycie terytorium, które do czasu nabycia należało do innego państwa. Terytorium przechodzi spod władzy jednego państwa pod władze drugiego.
Rodzaje nabycia wtórnego:
- cesja – odstąpienie przez jedno państwo części swojego terytorium drugiemu państwu, podstawą cesji jest umowa międzynarodowa – przenosząca suwerenność nad danym terytorium.
- cesja wzajemna – szczególny rodzaj cesji polegający na dwustronnej wymianie terytoriów
- cesja odpłatna – szczególny rodzaj cesji polegający na sprzedaży terytorium przez jedno państwo innemu państwu
- plebiscyt – decyzje o przynależności spornego terytorium podejmują mieszkańcy w głosowaniu